# Amok (film 1998)
Amok – polski film fabularny, dramat z roku 1998 w reżyserii Natalii Korynckiej-Gruz, która napisała do niego scenariusz wspólnie z Robertem Brutterem.

## Fabuła
Maciek (Rafał Maćkowiak), młody dziennikarz pracujący w radiu, otrzymuje polecenie zrealizowania reportażu na temat giełdy. W trakcie zbierania materiałów o tej instytucji poznaje Maksa (Mirosław Baka), człowieka obciążonego poważnymi problemami, który wprowadza Maćka w zagadnienia finansowe i zapoznaje z mechanizmem rządzącym giełdą. Wkrótce między mężczyznami zawiązuje się przyjaźń.
Maćka szybko wciąga giełda, co powoduje utratę dotychczasowych wartości - satysfakcjonującej pracy i ukochanej kobiety. Stając na rozdrożu, musi wybrać, którą drogę życiową wybierze. Okazuje się, że jest to sprawa życia i śmierci.

## Obsada
- Mirosław Baka jako Maksymilian "Max" Rybak
- Rafał Maćkowiak jako Maciek Kast
- Magdalena Cielecka jako Julia, była dziewczyna Maksa
- Ewa Gorzelak jako Ewa, dziewczyna Maćka
- Krzysztof Majchrzak jako "Rekin"
- Cezary Morawski jako Szef radia
- Olgierd Łukaszewicz jako Leopold Kast, ojciec Maćka
- Małgorzata Pritulak jako Matka Maxa
- Eugeniusz Priwieziencew jako Józef, ojciec Maksa
- Mariusz Jakus jako "Bryła"
- Lech Dyblik jako "Suchy", człowiek "Bryły"
- Robert Więckiewicz jako "Goryl", człowiek "Bryły"
- Jerzy Łapiński jako Pilecki
- Borys Jaźnicki jako "Student"
- Dominik Łoś jako Karol
- Cezary Kosiński jako Psychiatra
- Jerzy Bończak jako Właściciel strychu
- Andrzej Precigs jako Sven Eklund, mąż Julii
- Łukasz Baka jako Młody Max
- Jerzy Gudejko jako Ginekolog
- Tomasz Dedek jako Policjant, znajomy Maćka
- Marcin Klepacki jako "Malwa"
- Krystyna Rutkowska-Ulewicz jako Sąsiadka matki Maksa
- Przemysław Kaczyński jako Młody reporter
- Artur Żmijewski jako Makler
- Wojciech Kalarus jako Makler
- Robert Żołędziewski jako Makler
- Tomasz Bednarek jako Makler
- Tomasz Kalczyński jako Makler
- Grzegorz Forysiak jako Makler
- Paweł Ławrynowicz jako Makler
- Mirosław Zbrojewicz jako Bandzior pilnujący kolejki pod bankiem
- Tomasz Jarosz jako Bandzior
- Juliusz Chrząstowski jako Bandzior
- Rafał Sawicki jako Urzędnik
- Łukasz Dudziński jako Wiolonczelista
- Grzegorz Sienkiewicz jako Skrzypek
- Katarzyna Wiśniewska jako Skrzypaczka
- Maria Krystyniak jako Altowiolistka
- Jan Mancewicz jako Guru
- Marcin Markowski jako Student
- Daniel Wyczesany jako Student
- Renard Krajewski jako Student
- Marek Kowalski jako Student
- Tomasz Musiałowicz jako Student
- Krzysztof Skarżyński jako Student
- Tomasz Dusiewicz jako Student
- Wei Huaxi jako Chinka
- Shu Zhan jako Chińczyk
- Violetta Brzezińska jako Piosenkarka w klubie

## Nagrody i wyróżnienia
- 1998 – nagroda za debiut reżyserski dla Natalii Korynckiej-Gruz na Festiwalu Polskich Filmów Fabularnych w Gdyni
- 2000 – nominacja do nagrody za najlepszą główną rolę żeńską dla Magdaleny Cieleckiej za rok 1999 (Polska Nagroda Filmowa, Orzeł)
- 2000 – nominacja do nagrody za najlepszą główną rolę męską dla Mirosława Baki za rok 1999 (Polska Nagroda Filmowa, Orzeł)
- 2000 – nominacja do nagrody za najlepszą drugoplanową rolę męską dla Krzysztofa Majchrzaka za rok 1999 (Polska Nagroda Filmowa, Orzeł)